# Giuseppe Toffanin
Giuseppe Toffanin (* 26. März 1891 in Padua; † 2. März 1980 in Padua) war ein italienischer Romanist und Italianist.

## Leben und Werk
Toffanin wuchs in Padua auf, studierte an der Universität Padua bei Vittorio Rossi und wurde 1912 promoviert mit einer Arbeit über I Promessi Sposi. Ab 1915 leistete er Kriegsdienst. Er lehrte ab 1923 italienische Literaturgeschichte in Messina, Catania und Cagliari und war von 1928 bis 1961 Professor an der Universität Neapel.
Toffanin forschte vor allem über den italienischen Humanismus, verstand aber diese Epoche unter Einschluss von Dante Alighieri und der Accademia dell’Arcadia.

## Werke

### Von 1910 bis 1930
- Le liriche della nuova Aurora e I frammenti biblici, Padua 1910
- Il romanticismo latino e i Promessi Sposi, Forlì 1913
- Gli ultimi nostri, Forlì 1919 (Sammelschrift)
- La fine dell'unanesimo, Turin 1920, Manziana 1991
- Machiavelli e il Tacitismo. La politica storica al tempo della controriforma, Padua 1921, Neapel 1972
- L'eredità del Rinascimento in Arcadia, Bologna 1923
- (Hrsg.) Dal Machiavelli al Cuoco. Passi scelti dal Machiavelli, Guicciardini, Beccaria e Cuoco, Messina 1924
- (Hrsg.) Nicolò Machiavelli, Il principe e altri scritti, Messina 1924
- Il Cinquecento, Mailand 1928 (Storia letteraria d'Italia 7, zahlreiche Auflagen)
- Che cosa fu l'Umanesimo. Il risorgimento dell'antichita classica nella coscienza degli italiani fra i tempi di Dante e la Riforma, Florenz 1929
- La critica e il tempo, Turin 1930

### Von 1933 bis 1950
- Storia dell'Umanesimo (dal 13. al 16. secolo), Neapel 1933, Rom 1940, 1943, 1947 (deutsch: Geschichte des Humanismus, übersetzt von Lili Sertorius, Amsterdam 1941; spanisch: Historia del humanismo desde el siglo 13. hasta nuestros dias, Buenos Aires 1953; englisch: History of Humanism, New York 1954)
- (mit Gaetano Sborselli) La letteratura italiana. Disegno storico dalle origini ad oggi, Neapel 1934 (zahlreiche Auflagen)
- Giovanni Pontano fra l'uomo e la natura, Bologna 1938
- Ludovico Ariosto, Neapel 1940
- Montaigne e l'idea classica, Bologna 1940, 1942
- Storia dell'Umanesimo, 3 Bde., Bologna 1942–1950, 4 Bde., 1964 (zahlreiche Auflagen)
  - 1. Il secolo senza Roma. Il Rinascimento del secolo 13, Bologna 1942
  - 2. L'Umanesimo italiano (dal XIV al XVI secolo), Bologna 1950
  - 3. La fine del logos. L'umanesimo europeo, Bologna 1948
  - 4. L' Arcadia, Bologna 1964
- La seconda generazione romantica, Neapel 1942
- L'Arcadia. Saggio storico, Bologna 1946, 1958
- Sette interpretazioni dantesche, Neapel 1947
- Carducci poeta dell'Ottocento, Neapel 1950
- La religione degli umanisti, Bologna 1950

### Von 1952 bis 1972
- Prolegomeni alla Lettura del Leopardi, Neapel 1952
- L'umanesimo al Concilio di Trento, Bologna 1955
- L'uomo antico nel pensiero del Rinascimento, Bologna 1957 (spanisch: El hombre antiguo en el pensamiento del Renacimiento, Sevilla 1960)
- La vita e le opere di Ludovico Ariosto, Neapel 1959
- Italia e Francia. Umanesimo e giansenismo, l'Arcadia e Cartesio, Bologna 1960
- Ultimi saggi, Bologna 1960
- Perche l'Umanesimo comincia con Dante, Bologna 1967
- Poeti lirici dell'Ottocento. Il Monti ed il Foscolo, Neapel 1968
- Novissima verba. L'esegesi dantesca nel Romanticismo, Bologna 1972
- Sul Manzoni, Neapel 1972